# コデルコ
コデルコ（CODELCO、正式名称：Corporacion Nacional del Cobre de Chile。チリ銅公社とも）は、チリの国営鉱山企業にして最大の企業、またアメリカのフリーポート・マクモラン社と並んで同国最大の産物である銅の世界最大級の企業である。本社はサンティアゴ・デ・チレ。
1976年4月1日に現在の社名で設立された。
2003年以降高騰しているモリブデンを銅の副産物として生産しており、世界第2位の生産規模を誇る。
銅はチリ最大の産業かつ最大の外貨獲得手段であり、銅によって国家の経済が成り立っている。また、高級官僚・軍人の天下り先となるなど、政経癒着を始めとした腐敗の温床と見なされてきた時期が長い。
そのため、チリでは何度か民営化の動きがあるが、いずれもコデルコ内の反発と経済的影響への配慮から、現在も頓挫している状況にある。2006年チリ大統領選挙でも公社体制維持を掲げたミシェル・バチェレが選出されており、基本民営化の予定はないとされている。